# 兼友良夏
兼友良夏（かねとも かずな、2001年8月19日 - ）は、三井住友海上に所属する陸上競技（中距離走、長距離走）選手。

## 経歴
広島市立沼田高校卒業。
2020年4月　京セラ陸上部
2024年4月　三井住友海上陸上部

## 主な実績
- 2020 鹿児島県陸上競技選手権　  2020.7.5        5000m 16分04秒39

- 2020 ホクレンディスタンス網走  2020.7.15    3000mB組 9分14秒41 2位

- 2020   ホクレンディスタンス千歳  2020.7.18       3000mA組 9分6秒08 7位

- 2020 プリンセス駅伝2区 3.6km 11分47秒 17位
- 2021 日本陸上競技選手権クロスカントリー競走 2021.2.27  8km　27分24秒　11位

- 2021 第40回鹿児島県実業団陸上競技記録2021.3.28 3000m 9分19秒16 2位

- 2021 金栗記念選抜陸上中長距離2021.4.10　　　　 5000m 2組 15分47秒09 1着
- 2021ホクレン・ディスタンス 網走大会2021.7.10 3000m 9:05.52
- 2021第69回全日本実業団対抗陸上競技選手権大会 2021.9.25 5000m 15:43.77
- 2021 プリンセス駅伝1区7.0 km  22分16秒 4位
- 2023 第31回 金栗記念選抜陸上中長距離大会5000m 15:39:91
- 2023第71回兵庫リレーカーニバル2023.4. 22    10000m 32:30:56 ３位（日本人1位)
- 2024第108回日本陸上競技選手権大会 2024.5.3 10000m 31:59:29 3位